# Máté Zsuzsanna
Máté Zsuzsanna (Nagymihály, 1996. szeptember 1. –) világbajnoki ezüst-, Európa-bajnoki bronzérmes magyar válogatott vízilabdázó.
A 2011–2012-es és a 2012-2013-as szezonban a Slavia Bratislava játékosaként szerepelt a magyar másodosztályban. 2012–2013-ban leigazolta az Eger. A magyar bajnok felnőtt csapatban egy mérkőzésen szerepelt. A következő évben a BVSC játékosa lett. Csapatával háromszor harmadik, egyszer második lett a magyar bajnokságban. A 2019–2020-as szezontól a Ferencváros játékosa lett.
2014-ben tagja volt az ifjúsági vb-n harmadik, valamint a junior Eb-n negyedik helyezett magyar válogatottnak. 2015-ben az U20-as vb-n lett hetedik. 2017-ben ezüst-, 2019-ben aranyérmes volt az universiádén. A felnőtt válogatottban 2014. december 13-án mutatkozott be Kanada ellen.
Tagja volt a magyar női vízilabda-válogatott keretének a 2022-es, hazai rendezésű vizes világbajnokságon. Végül a torna döntőjében az amerikai válogatottól 9-7-re vereséget szenvedett az együttes, így ezüstérmet szereztek Bíró Attila vezetése alatt.

## Eredményei
Magyar bajnokság
- aranyérmes (2013, 2025)
- ezüstérmes (2017, 2024)
- bronzérmes (2016, 2018, 2019, 2021, 2022, 2023)

Magyar kupa
- győztes: 2022

Világbajnokság
- ezüstérmes: 2022, 2024

Európa-bajnokság
- bronzérmes: 2020

Universiade
- aranyérmes: 2019
- ezüstérmes: 2017

ifjúsági világbajnokság
- bronzérmes: 2014

junior Európa-bajnokság
- negyedik: 2014

Junior világbajnokság
- hetedik: 2015